# Gerry Glacier
Gerry Glacier är en glaciär i Antarktis. Den ligger i Västantarktis. Nya Zeeland gör anspråk på området. Gerry Glacier ligger 100 meter över havet.
Terrängen runt Gerry Glacier är varierad. Havet är nära Gerry Glacier åt nordost.  Trakten är obefolkad. Det finns inga samhällen i närheten.